# جنون سرعت (بازی ویدئویی ۲۰۱۵)
جنون سرعت یک بازی ویدئویی به سبک جهان باز و مسابقه‌ای است که توسط شرکت گوست گیمز توسعه یافته و توسط شرکت الکترونیک آرتس در نوامبر ۲۰۱۵ برای کنسول‌های پلی‌استیشن ۴ و ایکس‌باکس وان عرضه شده‌است و در سال ۲۰۱۶ برای مایکروسافت ویندوز نیز منتشر شد. این بازی ۲۱مین اثر بلند از مجموعه بازی‌های ویدیوئی جنون سرعت است. این بازی یک نسخه جدید و مستقل از داستان اصلی سری و به عنوان نسخه بازشروع این مجموعه به‌شمار می‌رود.

## محیط بازی
اولین تصاویر موجود در محیط بازی جنون سرعت در کنفرانس خبری شرکت الکترونیک آرتس در نمایشگاه رسانه و تجارت ای۳ در ۱۵ ژوِئن سال ۲۰۱۵ میلادی اتفاق افتاد.
این شرکت قسمتی از داستان جدید بازی را که با خودروی سوبارو بی‌آرزد (پلت فرم مشترک با تویوتا جی‌تی۸۶) همراهی می‌شود را نشان داد که می‌توان آن را از طریق ۵ حالت متفاوت فیلمبرداری کنترل کرد. از ویژگی‌های جدید گیم پلی بازی جنون سرعت می‌توان به ۵ حالت رانندگی اشاره کرد که عبارتند از حالت سرعتی، خارج از قانون، سبک دار، گروهی و بیلد اشاره کرد.